# Roger C. Field
Roger C. Field (sinh ngày 31 tháng 7 năm 1945 tại London) là một nhà thiết kế kiểu dáng công nghiệp và người phát minh với hơn 100 bằng sáng chế.

## Cuộc đời và Hoạt động
Field lớn lên tại London, Canterbury và Thụy Sĩ. Ông đã theo học tại các trường nội trú The King's School, Canterbury và Aiglon College ở Villars-sur-Ollon. Năm 1965 ông sang California và đã học ngành thiết kế kiểu dáng công nghiệp với bằng tốt nghiệp của Trường Cao đẳng Nghệ thuật California College of the Arts. Năm 1972 ông sang Đức.
Field còn được biết đến là một nghệ sĩ Guitar và đã từng cùng chơi nhạc với Chet Atkins, là một người bạn của ông, và với  Merle Travis.
Sáng chế được nhiều người biết đến nhất của ông là chiếc đàn gấp Foldaxe, một loại Guitar điện mà có thể gấp lại được, mà ông đã chế tạo cho Chet Atkins. Hình chụp của cây đàn này có thể thấy trong cuốn Me and My Guitars của Atkins. Field đã mang một chiếc Guitar Foldaxe của mình lên theo máy bay chở khách siêu thanh Concorde và đã chơi bài Mr. Sandman vào ngày 30 tháng 9 năm 1987 mà được coi là tiểu phẩm quảng cáo hài hước "xuyên rào cản âm thanh". Với chiếc đàn Guitar của mình thì Field đã giành một giải thưởng thiết kế quan trọng (Designer's Choice Award) tại Hoa Kỳ. Ông đã được Raymond Loewy gửi thư chúc mừng.
Field đã chụp hình nhiều người nổi tiếng với cây đàn Foldaxe, như là Keith Richards, ngài Mick Jagger, ngài Paul McCartney, Hank Marvin, David Copperfield, và Eric Clapton. Ngay cả với Woody Allen và ngài Peter Ustinov ông cũng có ảnh chụp cùng. Nhờ có tác động của Roger Field mà Hank Marvin và Bruce Welch đã kết thúc vụ mâu thuẫn kéo dài 10 năm của họ và ban nhạc cũ The Shadows của hai người đã có một chuyến lưu diễn giã từ tại Vương quốc Anh (2004) và tại châu Âu (2005).
Marcel Dadi đã sáng tác bài hát Roger Chesterfield dành cho Roger Field (CD Guitar Legend Volume 1).
Trong giới truyền thông thì Field được biết đến với tư cách là bạn và giáo viên dạy tiếng Anh của Arnold Schwarzenegger tại Munich năm 1968.